# Aizava Mai
Aizava Mai (相澤 舞衣; Hepburn: Aizawa Mai) (Mie prefektúra, 1980. szeptember 10. –) japán válogatott labdarúgó.

## Klub
1999 és 2010 között a Speranza FC Takatsuki csapatában játszott. 148 bajnoki mérkőzésen lépett pályára és 52 gólt szerzett. 2010-ben vonult vissza.

## Nemzeti válogatott
1999-ben debütált a japán válogatottban. A japán válogatott tagjaként részt vett az 1999-es Ázsia-kupán. A japán válogatottban 5 mérkőzést játszott.

## Statisztika
| Japán válogatott | Japán válogatott | Japán válogatott |
| Időszak          | Mérk.            | gól              |
| ---------------- | ---------------- | ---------------- |
| 1999             | 3                | 4                |
| 2000             | 0                | 0                |
| 2001             | 0                | 0                |
| 2002             | 2                | 0                |
| Összesen         | 5                | 4                |